# IOS 13
iOS 13 est la treizième version majeure du système d'exploitation iOS développée par Apple pour ses iPhone et iPod touch. Le successeur d'iOS 12 distribué sur les iPhone, iPod touch et HomePod a été annoncé lors de la WWDC 2019 le 3 juin 2019 à San José et est sorti le 19 septembre 2019.

## Historique

### Présentation et première version
iOS 13 et iPadOS 13 furent présentés par Craig Federighi, vice-président senior de l'ingénierie logicielle lors de la WWDC 2019 le 3 juin 2019,.
La première bêta est rendue disponible juste après la fin de la présentation.

## Nouvelles fonctionnalités du système

### Performances
Apple annonce des performances en hausse à tous les niveaux. Face ID est jusqu’à 30 % plus rapide, les applications se lancent deux fois plus vite tandis que le paquet d’installation sera jusqu’à 50 % plus léger. Ce chiffre passe à 60 % pour les mises à jour.

### Affichage
Apple annonce un mode sombre « Dark Mode », appliquant un arrière-plan noir sur l’ensemble du système ainsi qu’à quelques autres applications. Ce mode vise à réduire la fatigue oculaire dans de faibles conditions d’éclairage. Il sera par ailleurs possible de programmer son activation selon un schéma choisi par l’utilisateur (par ex. du coucher au lever du soleil).

### Confidentialité
Apple propose désormais « Sign in with Apple », un gestionnaire de pré-remplissage d’informations de connexion. 
Cette fonctionnalité permettra de se connecter rapidement sur un site avec des données pré-remplies. Apple rentre ainsi en concurrence directe avec Facebook et Google qui proposaient déjà cette fonctionnalité d'enregistrement rapide, à la différence qu’il sera possible de masquer sa vraie adresse électronique, ceci afin d’assurer la confidentialité et la protection des données.

### Plans
Souvent critiqué pour son manque de fonctionnalités comparé à Google Maps, Plans de Apple propose la nouvelle fonctionnalité « Look Around ». L'utilisateur pourra se plonger dans une rue comme avec Google Street View. Apple annonce une très grande fluidité ainsi que la possibilité de voir les informations sur les lieux que l'utilisateur explore.
Le fond de carte a aussi été reconstitué. Il apporte plus d'informations sur la couverture du réseau routier, d’adresses plus précises et d’une cartographie du terrain améliorée.
L'ensemble de ces nouveautés sera dans un premier temps disponible aux États-Unis en fin d'année 2019, puis d'autres pays suivront dès 2020.

### Photos
L'application Photos est repensée pour afficher les photos favorites de l'utilisateur. L'utilisateur peut aussi choisir de trier les photos en fonction de différents événements. Apple utilise son programme d'apprentissage automatique pour proposer les choix les plus pertinents.

### Manettes
Les manettes de consoles de jeux populaires telles que la PlayStation 4 et la Xbox One sont désormais supportées par iOS 13 et iPadOS 13.1. Apple l'avait annoncé pendant le keynote comme étant une nouveauté de tvOS 13.

### Connexion avec Apple
Une nouvelle implémentation d'authentification unique appelée « Connexion avec Apple » (Sign-in with Apple en anglais) permet aux utilisateurs de créer un compte sur des services tiers avec le minimum d'informations. Les utilisateurs peuvent choisir de partager leur adresse e-mail ou d'utiliser le service « relais » d'Apple avec ces derniers. Les utilisateurs peuvent également générer une adresse électronique temporaire pour chaque site, améliorant ce faisant la confidentialité et l'anonymat en réduisant considérablement le nombre d'informations pouvant être rattachées à une unique adresse électronique. Toutes les applications iOS incluant une connexion avec un service-tiers, comme celui de Facebook ou de Google, doit obligatoirement inclure le système de « Connexion avec Apple » et les bonnes pratiques pour l'IHM d'iOS recommandent aux développeurs de placer le bouton « Connexion avec Apple » aux dessus des autres méthodes.

## Appareils compatibles

### iPhone
- iPhone 6s
- iPhone 6s Plus
- iPhone SE
- iPhone 7
- iPhone 7 Plus
- iPhone 8
- iPhone 8 Plus
- iPhone X
- iPhone XS
- iPhone XS Max
- iPhone XR
- iPhone 11
- iPhone 11 Pro
- iPhone 11 Pro Max
- iPhone SE 2

### iPod touch
- iPod touch (7e génération)

### Appareils non compatibles
- iPhone 6, iPhone 6 Plus (Apple A8), iPhone 5s (Apple A7) et modèles antérieur[10]
- iPod touch (6e génération) et antérieur